# Naumburg (Saale) Hauptbahnhof
Naumburg (Saale) Hauptbahnhof liegt in Sachsen-Anhalt. Der wichtigste Bahnhof des Burgenlandkreises liegt im Mitteldeutschen Verkehrsverbund.

## Geschichte
Der Bahnhof wurde 1846 mit der Thüringer Bahn eröffnet. Am 1. Oktober 1889 wurde die Unstrutbahn hier angeschlossen. Diese Strecke stellte die Verbindung zur Bahnstrecke Sangerhausen–Erfurt her. Am 28. Juni 1900 folgte die Bahnstrecke Naumburg–Teuchern, die den Anschluss an die Bahnstrecke Weißenfels–Zeitz herstellt.
Am 2. Dezember 1943 ereignete sich ein schwerer Eisenbahnunfall. Nach Missachtung eines „Halt“ zeigenden Signals fuhr bei abgeschalteter Indusi der SFR 33 auf den SFR 360 auf. 35 Menschen starben, 123 wurden verletzt.
Ab Mai 1941 war der Streckenabschnitt zwischen Camburg–Weißenfels–Großkorbetha einschließlich des Naumburger Hauptbahnhofs elektrisch befahrbar. 1946 wurde die Oberleitung abgeschaltet und im Rahmen der Reparationsleistungen an die Sowjetunion demontiert. 1967 war die erneute Elektrifizierung der Strecke von Weißenfels nach Camburg abgeschlossen.
2013 begannen Modernisierungsarbeiten am Bahnhof. Insbesondere für die Barrierefreiheit wurden die Bahnsteige 4 und 5 erneuert. Im September 2015 fanden die ersten Baumaßnahmen statt. 2021 wurde als Letztes auch der Aufzug zu den Gleisen 2 und 3 in Betrieb genommen. Insgesamt sollten 3,5 Millionen Euro investiert werden.

## Bahnsteiggleise
Es gibt insgesamt drei Bahnsteige mit fünf Gleiskanten. Der Hausbahnsteig am Gleis 1 sowie der Mittelbahnsteig an den Gleisen 2 und 3 sind 76 cm hoch und über 370 m lang. Sie werden von Fernverkehrs- und Nahverkehrszügen im Saaletal genutzt. Der zweite Mittelbahnsteig für die Unstrutbahn an den Gleisen 4 und 5 besitzt dagegen eine 55 cm hohe Kante und ist 155 m lang. An allen Bahnsteigen ist ein stufenloser Zugang vorhanden.

## Verkehrsanbindung

### Fern- und Regionalverkehr
| Linie                    | Linienverlauf                                                                                                   | Takt (min)    | EVU                            |
| ------------------------ | --- | ------------- | ------------------------------ |
| ICE 11                   | München – Stuttgart – Frankfurt – Erfurt – Weimar – Naumburg – Halle – Berlin                                   | einzelner Zug | DB Fernverkehr                 |
| ICE 28                   | Hamburg – Berlin – Lutherstadt Wittenberg – Leipzig – Naumburg – Jena-Göschwitz                                 | ein Zugpaar   | DB Fernverkehr                 |
| IC 17                    | Warnemünde – Rostock – Berlin – Naumburg – Jena Paradies – Saalfeld – Nürnberg – Passau – Wien                  | ein Zugpaar   | DB Fernverkehr                 |
| IC 61                    | Leipzig – Weißenfels – Naumburg – Jena Paradies – Lichtenfels – Nürnberg – Stuttgart – Karlsruhe                | fünf Zugpaare | DB Fernverkehr                 |
| RE 15                    | Leipzig – Bad Dürrenberg – Weißenfels – Naumburg- Jena Paradies - Jena/Göschwitz - Rudolstadt - Saalfeld(Saale) | 120           | Abellio Rail Mitteldeutschland |
| RE 16                    | Halle – Merseburg – Weißenfels – Naumburg - Apolda - Weimar - Erfurt                                            | 060           | Abellio Rail Mitteldeutschland |
| RB 20                    | Leipzig – Bad Dürrenberg – Weißenfels – Naumburg – Bad Kösen – Apolda – Weimar – Erfurt – Gotha – Eisenach      | 060           | Abellio Rail Mitteldeutschland |
| RB 25                    | Halle – Merseburg – Weißenfels – Naumburg – Bad Kösen – Camburg – Jena Paradies – Orlamünde – Saalfeld          | 060           | Abellio Rail Mitteldeutschland |
| RB 77                    | Naumburg Ost – Naumburg – Freyburg – Laucha – Nebra – Wangen                                                    | 060           | DB Start                       |
| Stand: 15. Dezember 2024 | |               |                                |

Am 11. Mai 2021 gab Flixtrain bekannt, dass Naumburg (Saale) ins Netz aufgenommen und regelmäßig bedient wird. Seit dem 17. Juni 2021 war ein Zugpaar der FLX 35N nachts zwischen Leipzig, Jena, Nürnberg und München unterwegs. Dieser Zug wurde in Leipzig auf FLX 35 von bzw. nach Hamburg und Berlin durchgebunden, sodass Tickets für den gesamten Laufweg Hamburg – Leipzig – München erworben und die Fahrgäste in Leipzig im Zug verbleiben konnten. Diese Verbindung wurde bis Herbst 2021 betrieben.
Ab Dezember 2026 wird der Bahnhof durch die Linie S6 (Naumburg-Markranstädt-Leipzig) der DB Regio an das Mitteldeutsche S-Bahn-Netz angeschlossen.

#### Fahrzeuge
Die ICE-Züge verkehren als ICE-T (Baureihe 411/415) und ICE 4 (Baureihe 412). Bei den IC-Zügen kommen Lokomotiven der Baureihe 146/147 mit IC-Doppelstockwagen zum Einsatz. Im Regionalverkehr wurden bis zum 12. Dezember 2015 Lokomotiven der Baureihe 182 mit Y-Wagen (auch als „Halberstädter“ bekannt) sowie Garnituren bestehend aus Lokomotiven der Baureihe 143 mit Doppelstockzügen der Baureihen DABbuzf(a) 778 und DBuz eingesetzt. Seit dem 13. Dezember 2015 verkehren überwiegend Elektrotriebzüge des Typs Bombardier Talent 2, mit Ausnahme der Unstrutbahn, wo Dieseltriebzüge der Baureihe 1648 zum Einsatz kommen.
Aufgrund der von der Westbahn übernommenen Stadler KISS-Wagengarnituren auf der neuen IC-Linie zwischen Dresden und Rostock kommt es zu einer nächtlichen Überführungsfahrt vom Werk in Wien auf die besagte Strecke. Wegen dieser Fahrt profitiert der Bahnhof Naumburg seit März 2020 von einem weiteren Intercity-Halt.

### Öffentlicher Nahverkehr

#### Straßenbahn
Auf dem Bahnhofsvorplatz befindet sich die Endhaltestelle der Naumburger Straßenbahn.

#### Bus
Der Busbahnhof wird unter anderem von dem PlusBus, des Bahn-Bus-Landesnetz Sachsen-Anhalt, betrieben von der Personenverkehrsgesellschaft Burgenlandkreis, auf folgender Verbindung bedient:
- Linie 820: Naumburg ↔ Mertendorf ↔ Stößen ↔ Kretzschau ↔ Zeitz